# Diktiosom
Diktiosomi su membranske vrećice koje tvore Golgijevo tijelo. Može ih biti od tri do osam. Građu diktiosoma čine plosnate šupljine zvane Golgijeve cisterne koje su nasložene jedna preko druge, a granicu između njih čini membrana. Promjera su 1 μm. Iz rubova šupljina koji su prošireni izlaze Golgijevi mjehurići. 
Proteini koji se sintetiziraju na ribosomima hrapave endoplazmatske mrežice odlaze do diktiosoma gdje se modificiraju te modificirani napuštaju stanicu.